# Seann William Scott
Seann William Scott (n. 3 octombrie 1976) este un actor de comedie american, cunoscut mai ales pentru rolul lui Steve Stifler în seria de filme American Pie. De asemenea el a mai jucat în roluri importante în filmele Final Destination, Road Trip, Dude, Where's My Car?, Evolution, Bulletproof Monk, The Rundown, The Dukes of Hazzard, Role Models, Cop Out și Goon.

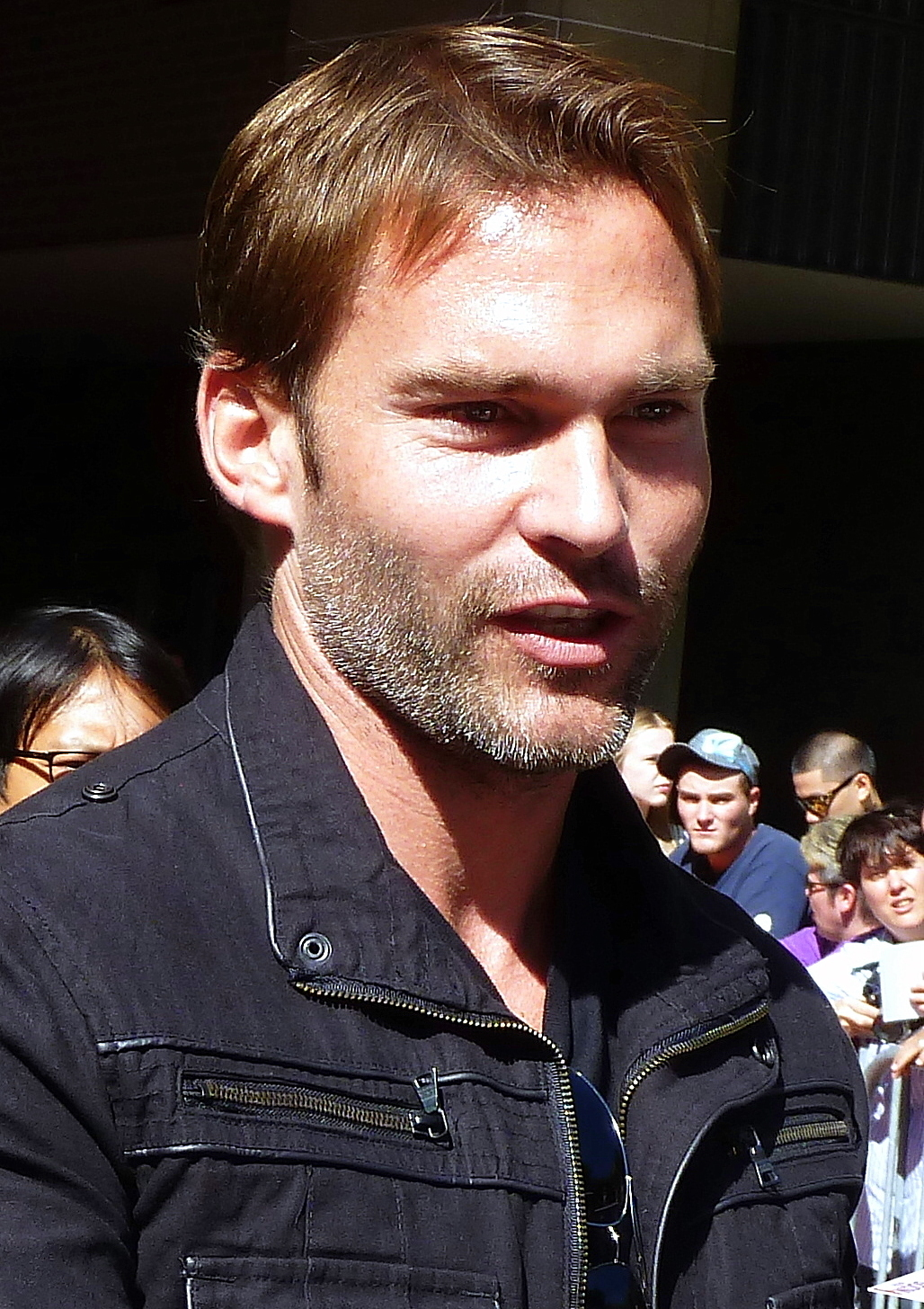
Scott în 2011

## Filmografie
| An   | Film                              | Rol                  | Note |
| ---- | --------------------------------- | -------------------- | --- |
| 1996 | Unhappily Ever After              | Moondoggie           | Serial TV (Episodul "Beach Party") |
| 1997 | Hole in My Soul                   | Quarterback          | Videoclip |
| 1997 | Born Into Exile                   | Derek                | Film TV |
| 1998 | Something So Right                | Preston              | Serial TV (Episodul "Something About a Double Standard") |
| 1998 | Chad's World                      | Jim                  | Serial online (Episodul "I Lost My Friend") |
| 1999 | American Pie                      | Steve Stifler        | ca Sean W. Scott; Nominalizare — Teen Choice Award for Choice Sleazebag                                                                                                  |
| 2000 | Nox                               | Jack Mower           | Joc video (voce) |
| 2000 | Final Destination                 | Billy Hitchcock      | |
| 2000 | Road Trip                         | E.L.                 | |
| 2000 | Dude, Where's My Car?             | Chester Greenburg    | Nominalizare — Teen Choice Awards (Choice Chemistry, shared with Ashton Kutcher)                                                                                         |
| 2001 | Evolution                         | Wayne Grey           | |
| 2001 | American Pie 2                    | Steve Stifler        | Teen Choice Award for Choice Sleazebag MTV Movie Award for Best Kiss (împărțit cu Jason Biggs) Nominalizare — MTV Movie Award for Best Comedic Performance               |
| 2001 | Jay and Silent Bob Strike Back    | Brent                | in one scene |
| 2002 | Stark Raving Mad                  | Ben McGewan          | |
| 2003 | Bulletproof Monk                  | Kar                  | |
| 2003 | Old School                        | Peppers              | |
| 2003 | American Wedding                  | Steve Stifler        | Teen Choice Award for Choice Movie Sleazebag MTV Movie Award for Best Dance Sequence Nominalizare — Teen Choice Awards (Choice Movie Blush, Choice Movie Actor – Comedy) |
| 2003 | The Rundown                       | Travis Alfred Walker | |
| 2004 | MTV Cribs                         | El însuși            | |
| 2005 | The Dukes of Hazzard              | Bo Duke              | Nominalizare — MTV Movie Award for Best On-Screen Team (shared with Jessica Simpson and Johnny Knoxville)                                                                |
| 2006 | Ice Age: The Meltdown             | Crash                | Voce |
| 2007 | Trainwreck: My Life as an Idiot   | Jeff Nichols         | Cunoscut și ca American Loser |
| 2007 | Southland Tales                   | Roland Taverner      | |
| 2007 | Mr. Woodcock                      | John Farley          | |
| 2008 | The Promotion                     | Doug Stauber         | |
| 2008 | Role Models                       | Anson Wheeler        | |
| 2009 | Ice Age: Dawn of the Dinosaurs    | Crash                | Voce |
| 2009 | Balls Out: Gary the Tennis Coach  | Gary Houseman        | |
| 2009 | Planet 51                         | Skiff                | Voce |
| 2010 | Cop Out                           | Dave                 | |
| 2010 | Jackass 3D                        | Rolul său            | Invitat (Cameo) |
| 2012 | Goon                              | Doug Glatt           | |
| 2012 | American Reunion                  | Steve Stifler        | de asemenea și producător executiv |
| 2012 | Ice Age: Continental Drift        | Crash                | Voce |
| 2013 | Movie 43                          | Brian                | Segment "Happy Birthday" |
| 2013 | It's Always Sunny in Philadelphia | Country Mac          | TV |
| 2015 | Skiptrace                         |                      | |